# Gòfer de Goldman
El gòfer de Goldman (Cratogeomys goldmani) és una espècie de rosegador de la família dels geòmids. És endèmica de Mèxic. No se sap gaire cosa sobre el seu comportament. El seu hàbitat natural són les zones àrides i semiàrides de sòl sorrenc i vegetació desèrtica. És una espècie en risc mínim, és a dir, no sembla que hi hagi cap amenaça significativa per a la seva supervivència.
Fou anomenat en honor del naturalista i mastòleg estatunidenc Edward Alphonso Goldman.

## Distribució i hàbitat
Aquesta espècie viu a l'est de Zacatecas i a San Luis Potosí, a Mèxic. Tot i que la informació sobre aquesta espècie és poca, se sap que viu en zones àrides i semiàrides amb sòls sorrencs i vegetació típica de desert. També viu en terres degradades i zones agrícoles.

## Ecologia
Es tracta d'una animal herbívor que s'alimenta de plantes, especialment de les seves arrels.

## Taxonomia
Els primers autors consideraren aquesta espècie com a subespècie de C. castanops, encara que posteriors anàlisis de l'ADN mitocondrial van revelar diferències filogenètiques i en el cariotip.
Hi ha dues subespècies reconegudes:
- C. g. goldmani (Merriam, 1895)
- C. g. subnubilus (Nelson i Goldman, 1934)

## Estat de conservació
No es tracta d'una espècie amenaçada, probablement perquè viu en zones protegides, i és per això que la UICN l'ha catalogada com a espècie en risc mínim. No obstant això, es considerada una plaga a les zones agrícoles.